# Băleni-Români, Dâmbovița
Băleni-Români este satul de reședință al comunei Băleni din județul Dâmbovița, Muntenia, România.
 Acest articol despre o localitate din județul Dâmbovița este deocamdată un ciot. Puteți ajuta Wikipedia prin completarea lui.